# Wolfen
Wolfen is een plaats en voormalige gemeente in de Duitse deelstaat Saksen-Anhalt, gelegen in de Landkreis Anhalt-Bitterfeld. Sinds 1 juli 2007 maakt Wolfen deel uit van Bitterfeld-Wolfen.  De stad telde eind 2024, volgens de gemeentelijke website, ruim 15.000 inwoners.

## Geschiedenis
Zie ook onder: Bitterfeld-Wolfen.

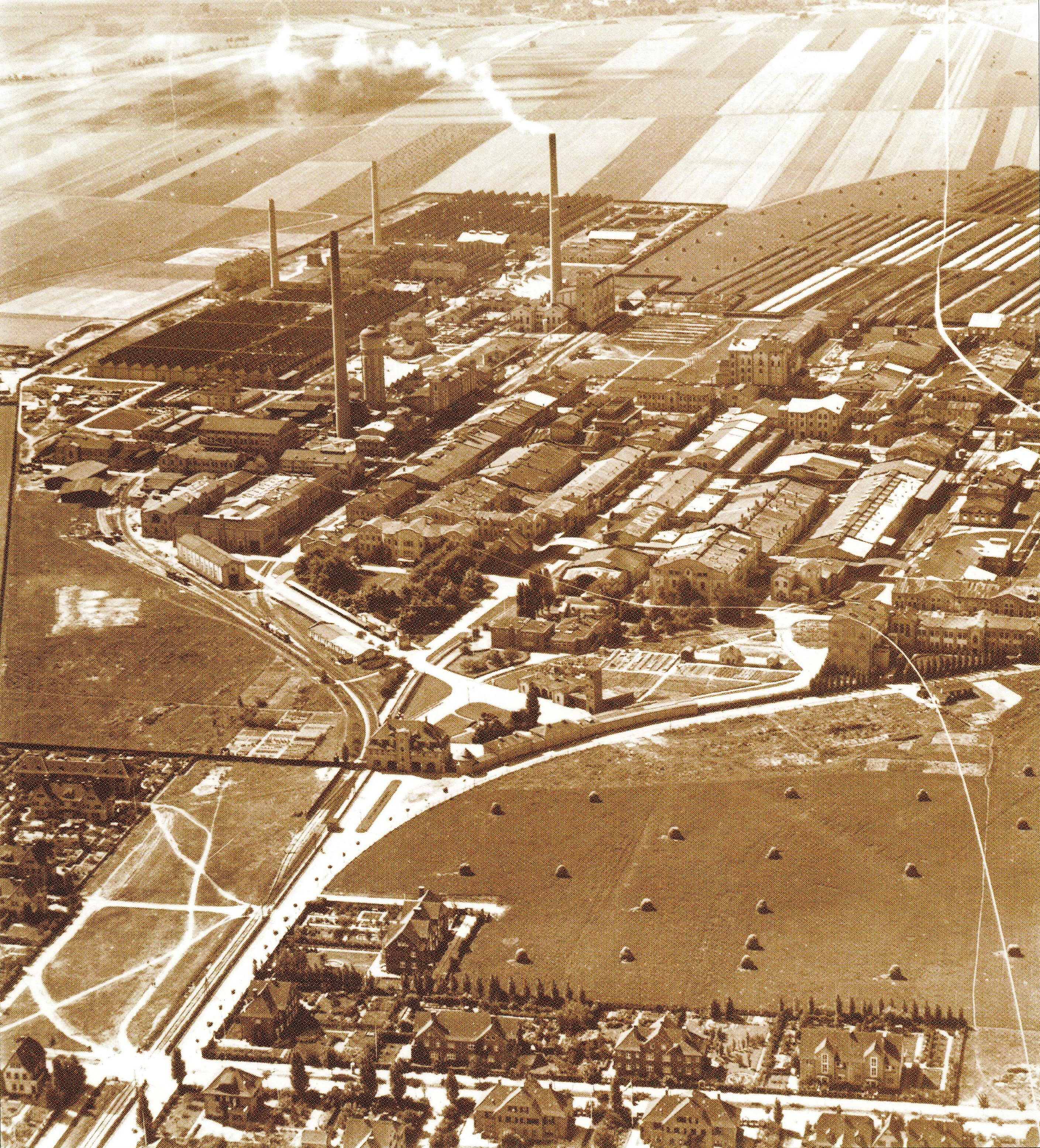
Filmfabriek Wolfen, 1929

De geschiedenis van de plaats  Wolfen, dat tot 1900 een tamelijk onbelangrijk dorp was, is sterk verbonden met die van de  Duitse, Berlijnse tak van  het concern Agfa. In 1863 werd bij Wolfen, evenals bij Bitterfeld, begonnen met grootschalige winning van bruinkool.
In 1896 opende het Agfa-concern een chemische fabriek in Greppin bij Wolfen. Hier werden films voor fotografie en later ook cinematografie gemaakt. In 1910 werd de fabriek vervangen door nieuwbouw. De ligging was gunstig. Voor energievoorziening was volop bruinkool uit de mijnen van de buurstad Bitterfeld beschikbaar,  en de door het personeel verlangde lonen waren lager dan in Berlijn. De nieuwe fabriek kreeg de naam Filmfabrik Wolfen. Vanaf 1925 maakte Agfa deel uit van de belangenorganisatie IG Farben. Inmiddels werden er ook films voor röntgenfoto's  en luchtopnames vanuit vliegtuigen geproduceerd. Gedurende de nazi-tijd draaide het bedrijf grotendeels door dwangarbeid van gevangenen, ten dele  Joodse vrouwen uit concentratiekampen. In 1948 werd de filmfabriek door de DDR-regering omgezet in het staatsbedrijf, dat in 1964 ORWO ging heten en in de DDR een monopoliepositie genoot; de beide laatste letters van de naam staan voor Wolfen. Na de Duitse hereniging van 1990 werd de fabriek gesaneerd, en kleinschaliger, onder een andere naam, Filmotec,  en met andere eigenaren voortgezet. Filmotec bezit nog wel het recht, voor zijn producten  de merknaam ORWO te gebruiken.
In één voormalig gebouw van ORWO  is anno 2024 een museum over het bedrijf gevestigd. Een ander voormalig bedrijfspand werd verbouwd tot het stadhuis  van de fusiegemeente  Bitterfeld-Wolfen. 

, 